# Nolana foliosa
Nolana foliosa là loài thực vật có hoa trong họ Cà. Loài này được (Phil.) I.M. Johnst. mô tả khoa học đầu tiên.